# 37 Fides
Fides (asteroide 37) é um asteroide da cintura principal com um diâmetro de 108,35 quilómetros, a 2,17479796 UA. Possui uma excentricidade de 0,17665526 e um período orbital de 1 568 dias (4,3 anos).
Fides tem uma velocidade orbital média de 18,32627271 km/s e uma inclinação de 3,07327257º.
Este asteroide foi descoberto em 5 de outubro de 1855 por Robert Luther. Seu nome vem do personagem mitológico romano Fides.